# Colonización de la selva central
La Colonización de la selva central o colonización del Perú meridional y actualmente como peruanización de la selva central fue un proceso largo y complejo que comenzó con las primeras tribus seguidas por el periodo incaico, virreinal, y la actual época republicana, todos con el objetivo de reclamar para sí la selva central. 

## Tribus nativas y la influencia Inca

Mapa de la expansión Inca, la etnia inca siempre fue un simple y pequeño señorío hasta que Pachacútec empezó con las verdaderas expansiones (a partir de 1438).

Los primeros vestigios muestran que la selva central estuvo habitada originalmente por nativos de los grupos étnicos Piro, Amuesha y en mayor número Asháninka.
Sobre la base de la etimología de los nombres que predominan en la zona, se puede fácilmente deducir que la selva central estuvo originalmente habitada por nativos de los grupos étnicos Piro, Amuesha y en mayor número Asháninka, aunque de acuerdo a los numerosos restos arqueológicos encontrados en la zona habría sido habitada desde aproximadamente 3500 años atrás por alguna ancestral cultura amazónica hasta hoy no identificada. Los petroglifos, fortines, caminos empedrados, hachas de metal y piedra, agricultura en terrazas, etc. encontrados ocultos entre la tupida vegetación hacen suponer incluso de la presencia Inca por estas tierras, recientes descubrimientos como la ciudad de Vilcabamba y la posible existencia de Paititi indican que los incas llegaron a colonizar partes de la selva.
Cabe destacar que desde épocas remotas existía un intercambio socio – económico y cultural entre los pobladores de la sierra y la selva,  razón por la cual es común encontrar nombres cuya raíz etimológica es el quechua. sostiene que hacia el año 1200 a. C. se había desarrollado una importante red comercial entre ellos y tenían como principal punto de encuentro el Cerro de la Sal, puesto que ese producto era el nódulo económico en que se articulaban los intercambios indígenas de la hoy llamada Selva Central.a
Este acercamiento multiétnico y pluricultural permitió la temprana asimilación de algunos rasgos de las culturas pre incas, a la vez que también influenciaban en ellas. En el libro “Historia del Perú” Javier Pulgar Vidal dice al respecto: “No hay cultura, entre todas las descubiertas por la arqueología peruana, que no tenga elementos típicamente selváticos”, evidenciando la importante participación de nuestros ancestros en la historia del país. Posteriormente, con la llegada de los españoles, se inicia la penetración en la selva utilizando las mismas rutas que los Incas abrieron a través de los Andes, trayendo consigo un arma mucho más poderosa y eficaz: La Religión.

## Periodo virreinal

### Expediciones españolas

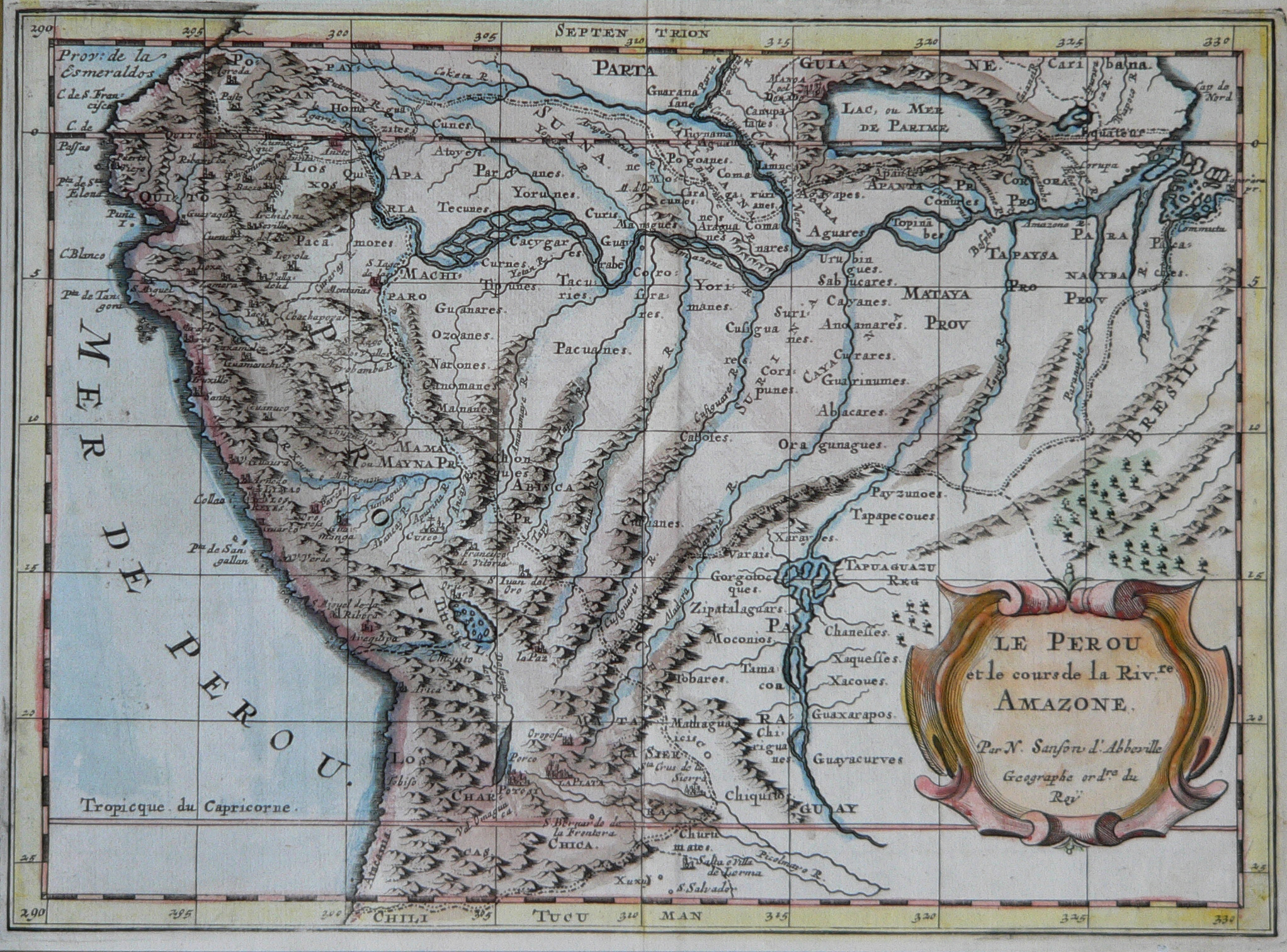
Mapa del, donde se muestra El Dorado, tan ansiado por los españoles. La selva central también fue objeto de búsqueda.

Años después de la conquista de la costa a raíz de la caída del imperio de los Incas trajo por correlato una peligrosa amenaza para todos los pueblos de la Amazonía, pues tras dominar la costa marítima y la sierra andina los españoles iniciaron sus famosas entradas, como dio en llamarse a las expediciones que desde diversos puntos partieron hacia el oriente. No lo sabían los grupos étnicos que allí habitaban, pero desde 1533 habían pasado a conformar el vastísimo territorio que a partir de entonces se llamó Virreinato del Perú; y por el solo hecho de desconocer el cristianismo se las calificó de infieles, lo que dio a los españoles justificación o más bien pretexto para pretender sojuzgarlas. Pero muy contados éxitos tuvieron las entradas del siglo XVI, pues ni se encontraron los reinos fabulosos ni fue fácil doblegar la resistencia que presentaron los nativos impidiendo a los invasores asentarse en sus ancestrales territorios. Se fundaron así algunas ciudades, pueblos y villas españolas que en su mayoría no duraron o prosperaron demasiado tiempo por varios factores entre ellos los ataques constantes de los nativos como las inclemencias del clima.

### Expediciones misioneras

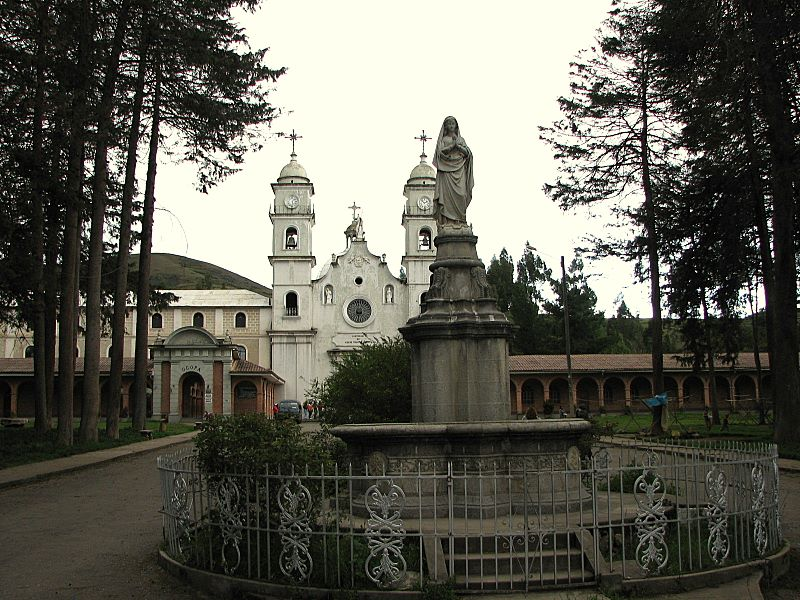
Convento de Santa Rosa de Ocopa. Es una de las primeras edificaciones de los misioneros en la selva central.

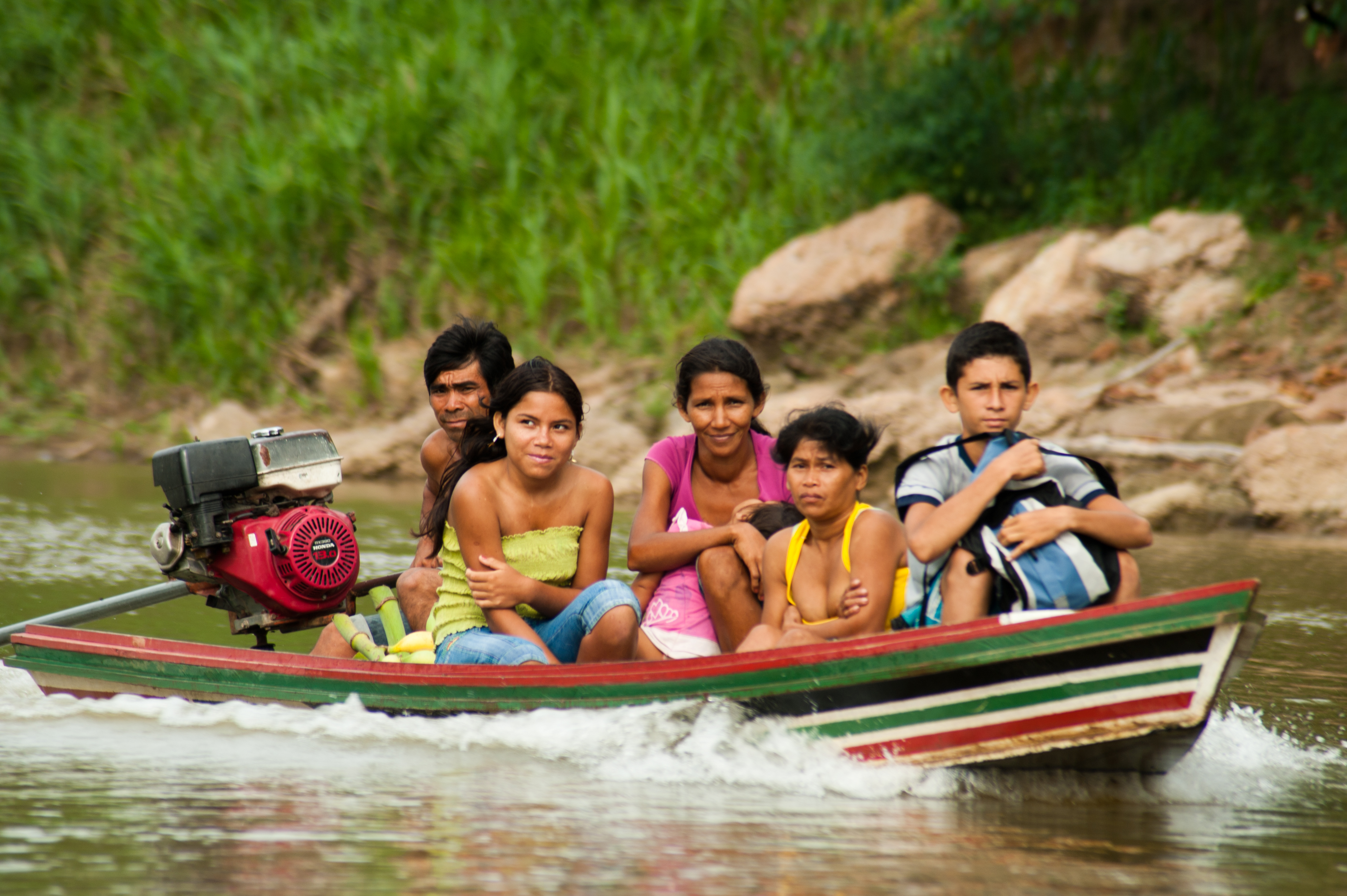
Las tribus amazónicas como los asháninkas fueron unas de las más afectadas, ya que aparte de que les quitaban sus tierras los misioneros y españoles lo consideraban salvajes e incivilizados.

Al arribar los misioneros a la selva trajeron consigo un afán expansionista, basados en la propagación de la fe cristiana e implantaron una nueva forma de organización socioeconómica del comportamiento poblacional, heredero de la colonia, en la que la ideología religiosa constituía la punta de lanza de la intervención y ocupación territorial. Esta mentalidad concibió en que la selva alta y baja eran una zona de frontera abierta destinada a la conquista y explotación de sus recursos, iniciándose consiguientemente una lenta y progresiva ocupación territorial en la que desempeñaron un especial papel histórico los centros poblados de Concepción, Comas, Andamarca y el Convento de Santa Rosa de Ocopa, de donde partían las expediciones. 
Los misioneros emprendieron la tarea evangelizadora como una empresa económica. Dos hechos importantes señalan a la economía con sotana: el primero, la paga del llamado “Conversor” de los supuestos infieles. En el Prólogo a “La conquista Franciscana del Alto Ucayali”, Antonio Tibesar dice: “El salario como párroco se calculaba, en parte, a base del número de feligreses”. El tantas veces alabado celo misionero, las obsesiones por incursionar en la selva, la vertiginosa búsqueda de nativos para “Convertirlos” y las inmolaciones, tenían por lo general su acicate en el tintineo del metal. El segundo hecho fue el famoso “Cerro de la Sal”, principal centro de intercambio económico de la región que se encontraba bajo el control de los nativos Asháninkas y Amueshas. Controlar la fuente salinera significaría conquistar el poder económico de la región. Fray Manuel Biedma lo vio así y recomendó: “Que un encomendero debería administrar el Cerro de la Sal”, asimismo, recomendó que “Los indios que vinieran a buscar la sal del cerro deberían de abonar una determinada cantidad de especies al encomendero y entregarle una carta de un misionero que atestiguara su buena conducta y asistencia con regularidad a la misión”. De esta manera se vincularon economía y religión para explotar la necesidad salinera de los aborígenes. Esta actitud puso de manifiesto la ambición de los misioneros y ocasionó la ruptura de las relaciones entre los invasores y los indígenas, iniciándose la Batalla por la Sal en 1637, encabezados por Andrés Sampati y Pedro Bohórquez.
Desde el estricto punto de vista de los Asháninkas, el descubrimiento y posterior ingreso a la Amazonía de los misioneros no fue obra española, sino de ellos. El primer contacto con los intrusos, donde las relaciones no eran ni conflictivas ni tensas, fue iniciativa Asháninka. El descubrimiento de estos indígenas ocurrió oficialmente en 1594. En esa fecha histórica para la Nación Asháninka, 6 de sus caciques visitaron Lima. En ese entonces el Virrey era el Marqués de Cañete. Antonio Tibesar dice: “Los Caciques Campas recibieron muy buena acogida, pues ofrecían a los Jesuitas una oportunidad para familiarizarse con otro sector de la frontera hasta entonces desconocido”. 
El intento de los Jesuitas, comandados por el padre Juan Font para ingresar a la selva fracasó estrepitosamente, ni con ayuda pudieron afincarse los descendientes de Loyola, y eso que estaban recién en la zona selvática de la sierra (Jauja). 
En 1631 el cacique “convertido” Antonio Talancho condujo al Misionero Franciscano Fray Felipe Luyando a la región de los Panatahuas. Entre los compañeros de Luyando estaba Fray Jerónimo Jiménez, natural de Lima, quien salió en busca de otras naciones indígenas que todavía no habían recibido el evangelio. Fue en estas circunstancias que al pasar por Huancabamba, Fray Jerónimo Jiménez encontró un camino de nativos que corría paralelo a los ríos y que lo llevaría a través del valle de Huancabamba, la quebrada de Paucartambo, hasta el Cerro de la Sal, al que llegó, ayudado por los nativos en el año de 1635; desde allí remontó al río Chanchamayo de la confluencia del Paucartambo y fundó la primera misión con el nombre de San Buenaventura de Quimiri, muy cerca de la actual ciudad de la Merced, iniciando de esta manera la colonización de la selva central, exactamente 41 años después de la visita de los Asháninkas a Lima y 103 años después de la llegada de los conquistadores españoles encabezados por Francisco Pizarro al Perú (1532) 
La infraestructura Asháninka, sus caminos, hospitalidad y fuerza de trabajo, intervinieron decisivamente en la llegada de los invasores a los que ayudaron como guías, trocheros, bogas, etc. Los trabajos de Fray Jerónimo Jiménez en las fértiles tierras de Chanchamyo fueron de corta duración puesto que junto con algunos españoles sedientos de oro, creyendo encontrar grandes depósitos del precioso metal en las zonas recién descubiertas, se aventuraron por Quimiri y navegando por el Perené, río abajo, fueron asesinados en el año de 1637; junto a ellos también fue sacrificado el Padre Cristóbal Larios natural de Ica. Para entonces había estallado ya la primera rebelión Asháninka encabezada por Andrés Sampati y Pedro Bohórquez quienes se levantan en armas contra los franciscanos que se habían apoderado del Cerro de la Sal imponiendo multitud de controles. Estas exacciones y abusos de las autoridades y grupos de poder colonial fueron las causas principales para la rebelión a la cual coadyuvaron, en no poca medida las epidemias de origen europeo (sarampión viruela, gripe) contra las que los nativos no tenían defensas. Fray Manuel Biedna había dicho: “Plantar el evangelio es convocar a la	s pestes”. Solo en el siglo XVII se registraron siete periodos de epidemias, las cuales aparecían de improviso como invisibles heraldos de la muerte diezmando pueblos enteros. 
Con este suceso se perdieron las conversiones del Cerro de la Sal y de Quimiri, siendo abandonada la región por muchos años. En 1671 el padre Alonso Robles se arriesga a ingresar nuevamente por estas tierras y reedifica la destruida población de Quimiri. En 1674 el padre Izquierdo fundaba más abajo la población de Pichana y poco después, en el transcurso del mismo año, era asesinado e incendiada su misión durante la rebelión del cacique Mangore, quien se rebela cuando los Franciscanos tratan de apoderarse nuevamente del Cerro de la Sal. Luego de este incidente nuevamente las misiones de Chanchamayo fueron abandonadas por un largo periodo. En 1724, estalla la sublevación de Ignacio Toroté, donde aparece el primer intento de confederación nativa: los Asháninkas se aliaron con los Amueshas y los Piros.

## La reconquista

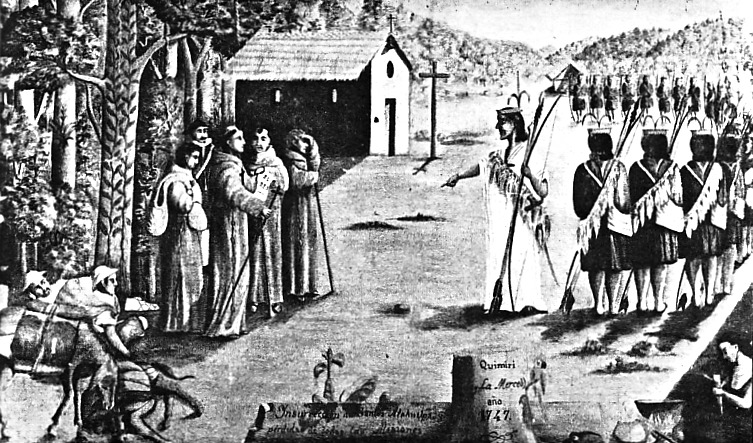
Pintura de Gabriel Sala, que representa a Juan Santos Atahualpa en Quimiri, encarando a un grupo de misioneros franciscanos. Estos, considerados cómplices del abuso y explotación de los nativos, fueron expulsados. Biblioteca del Convento de Ocopa.

En 1742 ya existían prósperos fundos en el Valle de Chanchamayo, incluyendo el de Oxabamba, cuando se produjo la mayor rebelión indígena en la que participaron activamente los guerreros Asháninkas, encabezados por el caudillo Juan Santos Atahualpa, “Líder del Único Movimiento Indígena Jamás Derrotado”, quien avizoró temprano la integración mestiza para desterrar el vasallaje español. Era entonces Virrey del Perú Dn. José Antonio de Mendoza. 
Con esta rebelión triunfante que recibía adhesiones de todas las tribus nativas, incluso de indígenas serranos y de españoles y mestizos pobres, las zonas de los ríos Chanchamayo, Perené, Satipo, Pichis, Ene, Tambo y Gran pajonal, es decir casi toda Selva Central, quedaron cerradas a los foráneos por más de un siglo. 
Es necesario destacar que la recuperación de los territorios indígenas, lejos de significar el rechazo de los aportes que habían traído lo europeos, se potenció con la adopción de algunos de ellos, manteniendo las herrerías próximas al Cerro de la Sal, continuando con el cultivo de cítricos, caña de azúcar, etc. prosiguiendo además con la crianza de ganado; propiciando de esta manera un desarrollo autónomo y autodeterminado por las etnias de la Selva Central, la misma que fue bruscamente frenada por el avance de la recién nacida República del Perú.

## Periodo republicano
Después de la independencia peruana, los nuevos gobernadores trataron e incentivaron colonizaciones hacia la selva central para proteger el territorio nacional.

### Colonización Pionera

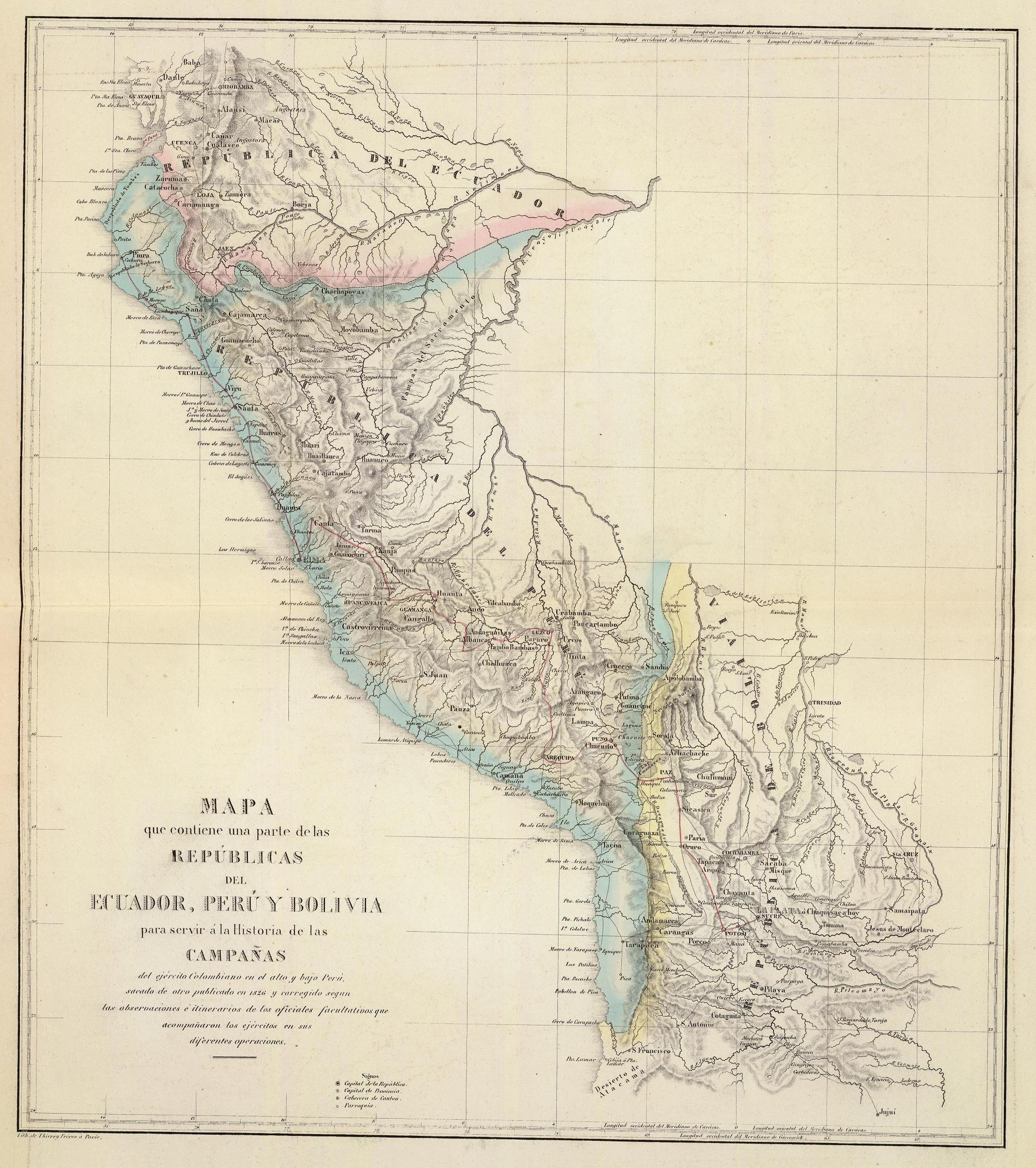
Mapa donde se puede observar la Selva Central del Perú durante los procesos de emancipación.

Los primeros intentos por colonizar la Selva Central, luego de la rebelión de Juan Santos Atahualpa, lo propiciaron los tarmeños en 1779, quienes con la intención de cultivar las fértiles tierras de Chanchamayo, abrieron una nueva senda de penetración por las alturas de Palca y Marainioc, pues la antigua ruta había desaparecido entre la vegetación, penetrando por el valle de Vitoc. En esta arriesgada aventura jugaron un importante papel el Intendente de Tarma Juan Gálvez y Montes de Oca y el padre Manuel Sobreviela, guardián de Ocopa, quienes no avanzaron mucho por temor a los nativos y construyeron un fuerte cerca de Palca para defender Tarma de un posible ataque. 
En 1827, ya instalada la nueva República del Perú, se iniciaron los trabajos de apertura de un camino a costa del erario nacional, el mismo que fue abandonado por falta de fondos y por los graves trastornos políticos que sufría el país. 
Superado el colapso producido por las luchas independentistas, es decir a partir de 1830, la extracción de plata en los yacimientos de Pasco y Yauli comenzaron su recuperación, por ello la oligarquía de Tarma insta al gobierno de Castilla Armas a reabrir la colonización de la cuenca de Chanchamayo y toda la Selva Central, retomándose el proyecto de construir un camino en 1847 entre los pueblos de Palca y Chanchamayo, el mismo que construyen gracias al aporte de los vecinos y pueblos de Tarma. Dado a la agresividad de los indígenas, que ponía en peligro la vida de los colonizadores, se levantó un fuerte que fue bautizado con el nombre de “San Ramón”, en honor al Mariscal Don Ramón Castilla, ubicándose en el ángulo formado por la confluencia de los ríos Tarma y Tulumayo que dan origen al río Chanchamayo. Era para entonces Prefecto de Junín Don Mariano Eduardo De Rivero y Ustariz. 
Inicialmente el objetivo de la conquista colonizadora no era otro que el de establecer haciendas, cuya producción básica era el aguardiente de caña y la hoja de coca para abastecer a las comarcas mineras. Poco a poco siguieron abriendo trochas y caminos para tener fácil vía de acceso entre la parte civilizada y las regiones que se iban conquistando y colonizando. A diferencia del periodo misional, esta vez la ocupación fue una empresa de conquista esencialmente militar; el indio ya no era necesario como objeto de conversión, ahora era un obstáculo para las empresas pioneras que debía o ser absorbido por la dinámica económica iniciada o ser eliminado mediante la fuerza de las armas. Los Asháninkas opusieron tenaz resistencia a ser sometidos, la misma que fue interpretada en clave racista; de ella dedujeron que los nativos no querían trabajar porque eran vagos. Los enfrentamientos entre los nativos y colonos, apoyados por los militares son continuos en los primeros 30 años de “reconquista”. Desde entonces se establecieron varias haciendas y la fértil Región de Chanchamayo empezó a poblarse de nuevo, aunque lentamente a falta de un buen camino para la exportación de los productos ya que el camino abierto en 1847 presentaba muchos pasos peligrosos.

### Proyecto Echenique
Durante los años antes de la guerra del pacífico el gobierno de turno trato de traer colonos extranjeros ante el rotundo éxito de las colonizaciones sino-japonesas a la selva baja en especial en la región de Madre de Dios, se pensó traer colonos de Alemania, Austria y Bulgaria para la selva central, ante la reacia aceptación de pobladores andinos y costeños de colonizar la selva central, aunque el proyecto de colonización europea comenzó con el presidente José Rufino Echenique, tomo recién interés durante el gobierno de Ramón Castilla.
La idea consistía en la colonización de la Selva Central peruana para obtener a través de ella una salida que vaya desde el puerto del Callao (situado en el Océano Pacífico) hasta el Océano Atlántico pasando por el Río Amazonas.
De haberse logrado los objetivos de este ambicioso proyecto posiblemente hoy en día no existiría el Canal de Panamá. Sin embargo, la guerra con Chile motivó un cambio de planes y desvío de los presupuestos asignados para este plan.

### Contrato de Freiherr von Holzhausen
El promotor para la inmigración de campesinos y artesanos austro-alemanes a Pozuzo fue el noble alemán Barón Cosme Damián Freiherr von Holzhausen y firmó en contrato definitivo con el presidente Ramón Castilla el 5 de diciembre de 1855, tras el fallido intento del proyecto Echenique
En dicho contrato, el Barón se comprometió a llevar a Perú diez mil colonos alemanes en un plazo de seis años con destino a las ciudades de Pozuzo y Mayro. El gobierno peruano por su parte se comprometió a pagar los gastos de transporte y alimentación desde Europa hasta Pozuzo, la construcción de un nuevo camino de Cerro de Pasco a Pozuzo, víveres y semillas durante el primer semestre, pago del 30 por ciento de adelanto por persona, asiganción de tierras cultivables equivalentes a 25,5 hectáreas por cada hombre casado y 15,3 hectáreas por cada hombre soltero mayor de 15 años, como propiedad libre después de dos años de explotación.
En Europa se vivían una serie de dificultades y la oportunidad que se presentaba para trasladarse a Sudamérica era oportuna. Entre las canciones tirolesas de la época se encuentra un verso que decía:

Cuando una persona tiene 15 bocas que alimentar y no tiene dinero en el bolsillo ni pan en la despensa, debe viajar a América donde hay pan de sobra, por eso emprendemos el camino y viajamos al Perú, Perú, Perú
Cantor popular tiroleses en los barcos rumbo al Callao.

Fueron casi cuatro meses de viaje en altamar lidiando con náuseas, enfermedades y tempestades; a veces hasta con la muerte (2 adultos y 6 niños murieron pero 3 bebés nacieron).
Sin embargo estos cuatro meses no serían nada en comparación a los dos años posteriores que les tomó llegar por tierra hasta Pozuzo desde el puerto de Huacho.
Es en este punto donde el plan comienza a venirse abajo. Grande fue la sorpresa del Barón cuando se enteró de que el camino de Cerro de Pasco hacia Pozuzo ni siquiera había sido iniciado. El dinero asignado para la construcción de dicho camino había sido utilizado en la compra de armas para la guerra.
Los colonos tuvieron que despojarse de muchas de sus pertenencias para comenzar el largo camino hacia Pozuzo. De los 304 emigrantes, fallecieron 35, unos 120 abandonaron el grupo en el camino, y nacieron aproximadamente 15 bebés. Según el padre Egg, en marzo de 1859, el grupo lo conformaban 165 personas (Habicher-Schawarz - Pozuzo Tiroleses, Renanos y Bávaros en la Selva del Perú).
Agustín Egg Schuler, historiador descendiente de la segunda generación, concluyó luego de revisar más de 1600 partidas de defunción que 242 inmigrantes de habla alemana fueron los fundadores de Pozuzo.
Los colonos comenzaron así una nueva vida, con signos de extrema pobreza, aislados y abandonados a su suerte. El gobierno de aquel entonces manifestaba lo contrario. Se dice que los colonos que llegaron encontraron el territorio listo para su ocupación sin embargo otras versiones afirman la presencia de grupos nativos de la selva peruana que tuvieron que luchar contra los colonizadores para no perder territorios que habían ocupado desde mucho tiempo antes.
No sería inusual que se dieran este tipo de pugnas como se han venido dando a lo largo de la historia cada vez que ocurre un proceso de colonización. Animales, selva y hombres doblegados para dar pie a la conquista de un territorio con el fin de enfrentar las duras condiciones de supervivencia.
Hoy en día Pozuzo es una próspera y pequeña ciudad que mantiene muchas de las costumbres de origen europeo. Otras han sido perdidas parcialmente. Por ejemplo, el idioma que fue prohibido durante la Guerra Mundial.
Se vive con tranquilidad y paz, centrando sus actividades económicas en la agricultura, la ganadería y el turismo. Tiene dificultades de acceso ya que la carretera que llega desde Oxapampa no está asfaltada y en las épocas de lluvia de bloquea constantemente por los deslizamientos de lodo y piedras que caen al camino. Sin embargo, Pozuzo ha aprendido a ser un vivo testimonio de lo que puede llegar a ser una comunidad ecológica y sostenible por sí sola.